# Cratere Rowland
Rowland è un grande cratere lunare di 166,12 km situato nella parte nord-orientale della faccia nascosta della Luna.